# ルキウス・ポルキウス・リキヌス
ルキウス・ポルキウス・リキヌス（Lucius Porcius Licinus、- 生没年不明）は紀元前2世紀初頭の、共和政ローマの政治家・軍人。紀元前184年に執政官（コンスル）を務めた。

## 出自
リキヌスはプレブス（平民）であるポルキウス氏族の出身である。ポルキウス氏族はラティウムの都市であるトゥスクルムの出身と考えられている。プルタルコスは、ポルキウスのノーメン（第二名、氏族名）とラテン語のporcus（豚）を結びつけている。このため、氏族の先祖は養豚に従事していたと考えられる。紀元前3世紀になって、ポルキウス氏族から高位官職者が出るようになった。カピトリヌスのファスティによれば、リキヌスの父のプラエノーメン（第一名、個人名）はルキウス、祖父はマルクスである。祖父マルクスに関しては何も分からない。父ルキウスは第二次ポエニ戦争中の紀元前207年にプラエトル（法務官）を務めた。

## 経歴
リキヌスが最初に資料に登場するのは紀元前193年で、この年にプラエトルに就任してサルディニアを担当した。
紀元前186年末、リキヌスは翌年の執政官選挙に立候補したが落選した。翌紀元前185年末にも再挑戦した。リキヌス以外のプレブス候補はクィントゥス・テレンティウス・クッレオとグナエウス・バエビウス・タンピルスで、この顔ぶれは前年と同じであった。パトリキ候補も四人が立候補したために、選挙は激しいものとなった。しかし、ティトゥス・リウィウスによると「プレブス候補は穏健な手段で戦ったため、特に問題も生じず」リキヌスが当選した。パトリキ候補ではクィントゥス・ファビウス・ラベオの前評判が高かったが、現役執政官であるアッピウス・クラウディウス・プルケルの弟であるプブリウス・クラウディウス・プルケルが当選した。ポルキウス氏族から執政官が出るのは紀元前195年の大カトに続いて二人目であった。
紀元前184年初頭、ローマの軍事行動はリグリアに限られていたため、両執政官ともリグリアに出征した。それぞれが二個軍団を率いていたが、リウィウスによれば「特筆すべきことは何もしなかった」。結果、翌年も戦争は継続した。この間、リキヌスはウェヌス・エリュキナ神殿の建立を約束しており、神殿は紀元前181年に完成している。
リキニスの執政官としての活動として、アエディリス・クルリス（上級按察官）を務めていたクィントゥス・フルウィウス・フラックスが法務官選挙に立候補するのを阻止したことがある
。また、この年にはケンソル選挙もあったため、リキヌスは親族の大カトを協力に支援した。結果大カトとルキウス・ウァレリウス・フラックスがケンソルとなった。

## 子孫
リキニスには同名の息子があり、紀元前181年に二人官、紀元前172年には艦隊司令官を務めている。

## 参考資料

### 古代の資料
- ティトゥス・リウィウス『ローマ建国史』
- プルタルコス『対比列伝』
- カピトリヌスのファスティ

### 研究書
- Broughton R. Magistrates of the Roman Republic. - New York, 1951. - Vol. I. - P. 600.
- Münzer F. Porcius // Paulys Realencyclopädie der classischen Altertumswissenschaft . - 1953. - Bd. XXII, 1. - Kol. 102-103.
- Münzer F. Porcius 22 // Paulys Realencyclopädie der classischen Altertumswissenschaft . - 1953. - Bd. XXII, 1. - Kol. 214-215.
- Münzer F. Porcius 23 // Paulys Realencyclopädie der classischen Altertumswissenschaft . - 1953. - Bd. XXII, 1. - Kol. 215.
- Münzer F. Porcius 24 // Paulys Realencyclopädie der classischen Altertumswissenschaft . - 1953. - Bd. XXII, 1. - Kol. 215-216.
- Münzer F. Porcius 26 // Paulys Realencyclopädie der classischen Altertumswissenschaft . - 1953. - Bd. XXII, 1. - Kol. 216.
- Münzer F. Valerius 173 // Paulys Realencyclopädie der classischen Altertumswissenschaft . - 1955. - Bd. VIII A, 1. - Kol. 16-20.